# Кучеров, Юрий Иванович
Кучеров, Юрий Иванович (родился 10 ноября 1961 в городе Узловая Тульской области) — российский детский хирург-неонатолог, доктор медицинских наук, профессор кафедры детской хирургии педиатрического факультета РГМУ, г. Москва,

## Биография
Кучеров Юрий Иванович родился 10 ноября 1961 года в г. Узловая Тульской области.
В 1985 году закончил Ивановский государственный медицинский институт им. А. С. Бубнова по специальности «педиатрия». В 1986 году закончил интернатуру по детской хирургии в г. Новомосковске Тульской области затем в течение 6 лет работал детским хирургом в районной детской больнице.
В 1992 году поступил в клиническую ординатуру по детской хирургии в РГМУ. Во время прохождения ординатуры была выполнена работа в объёме кандидатской диссертации на тему «Метаболиты анаэробных бактерий в гнойной хирургии у детей», которая была успешно защищена в 1995 году. После окончания ординатуры был зачислен на должность ассистента кафедры детской хирургии РГМУ.
В 2000 году была защищена докторская диссертация на тему «Желудочно-пищеводный рефлюкс у детей раннего возраста». В том же году переведён на должность доцента кафедры детской хирургии. В 2002 году переведён на должность профессора кафедры детской хирургии РГМУ. В 2005 году присвоено ученое звание профессора.
С 2008 года — заведующий отделением хирургии, реанимации и интенсивной терапии новорожденных ФГУ «Научный центр акушерства, гинекологии и перинатологии им. В. И. Кулакова» Минздравсоцразвития России. За период работы квалифицирован как специалист, владеющий основными методиками диагностики, лечения и профилактики в детской хирургии.
В 2006 году получил высшую квалификационную категорию «по детской хирургии». Постоянно повышает квалификацию. Прошёл обучение по эндоскопии, детской колонопроктологии, фетальной хирургии. Выполняет оперативные вмешательства по поводу пороков развития на желудочно-кишечном тракте, лёгких, почках. Проводит консультативные приёмы женщин с пороками развития у плодов.
Автор более 136 печатных научных работ.